# Duška Jurić
Duška Jurić, (1990.) hrvatska glumica i voditeljica.

## Televizijske uloge
- "Bibin svijet" kao Sandra Fruk (2006. – 2011.)
- "Stipe u gostima" kao Klinka

## Voditeljske uloge
- "CMC" kao voditeljica (2016.- do danas)

## Vanjske poveznice
- Duška Jurić u internetskoj bazi filmova IMDb-u (engl.)